# 宮原まお
宮原 まお（みやはら まお、1992年〈平成4年〉8月10日 - ）は、日本の音楽プロデューサー、ソングライター、編曲家、ギタリスト、タレント、お笑いタレント。血液型O型。香川県高松市出身。歌手やタレントとして活動する際は「まーやP」名義を用いている。

## 経歴
幼稚園でピアノを始め、小学校6年でピアノを辞める。中学生でギターを始め、バンド「JUVENILE」を結成。当時はギター・ボーカルだった。
2011年3月に上京し、ヴィジュアル系バンドのギタリストとして活動を開始。DaizyStripperのローディーの経験もある。
2012年5月31日、バンド解散。
2013年、ロックバンド「Licute」を結成。
2014年1月25日、ニコニコ動画にVOCALOID作品を始めて投稿。まーやPという名前を正式に名乗り始める。ボカロ作品以外にも歌ってみた動画や弾いてみた動画も多数投稿している。
宮原学と出会い、ローディーや運転手を経験する。宮原姓は宮原学から貰った。
ギターをギタリストの高見一生（BARAKA）に、作曲は作曲家の五戸力に師事する。
2017年4月にLicuteが解散。作曲家、プロデューサーとして本格的に活動を開始する。
2019年4月よりまーやPソロプロジェクトを開始。ゲストボーカルを迎えて自身が楽曲プロデュースをする形でMV作品などをリリースする形をとっている。
2022年12月よりラッパーのMC481屋をプロデュース開始。自身もDJやラッパーとして活動を開始。
2023年4月11日より、ゆうぞう率いる「加山雄三リスペクトバンド」のメンバーとして活動を開始。
同年11月25日にはザ・スパイダースのベーシスト・加藤充、元シャープホークスのアンディ小山などとギタリストとして共演。
2024年2月11日、まん☆だん太郎が主宰する「世界ピン芸人協会」に加入。
2024年12月15日、ヴィジュアル系バンド「シェリー」にギタリストとして加入。

## 人物
- お笑いが大変好きで、自身も漫才やコントに挑戦している。バンド時代にボーカルとM-1グランプリ、キングオブコント、2021年9月6日に内山あきことの漫才コンビ「だるま壱番屋」としてM-1グランプリ2021に出場。[2]
- 自身の30歳の誕生日に初めてのピンネタをライブで披露。そこから本格的に芸人活動を開始。ユニットなどで活動。
- 尊敬する音楽プロデューサーは、つんく♂、前山田健一、中田ヤスタカ。アイドル楽曲を手掛けるようになったこと、自身の使用する音楽ソフト「Cubase」を使用するようなったのは彼らの影響がある。
- ビーイング系のアーティストが非常に好きで、特に織田哲郎とTUBEを敬愛している。
- 2018年8月10日より自身の誕生日イベント「宮原まつり」を毎年行っている。
- 自身がプロデュースする継続セッション・シェリー酒でギターを弾く際には「眞緒」名義で出演している。
- 過去に塾講師のアルバイトをしていた経験がある。
- 高校生の頃から実験台モルモットのファンであったが2025年3月5日に谷琢磨と対バンが叶い、喜びを語った。
- 自身でMIX、マスタリングなどの工程も行うことから、作曲に限らず、レコーディングディレクションなどオールインワンで仕事を請け負うことも多い。

家族構成
- 父、姉がいる。2016年11月18日に母を亡くしている。

## 交友関係
2丁拳銃をこよなく愛しており、小学生の頃(2003年頃)からのファンであることを公言している。2020年12月、小堀裕之と初めて会うことができ、それ以降は公私共に親しい関係となっている。
小堀のバンド、タイガー?タイガー?のターキー(ex.GO!GO!7188)とは同郷。何度かの対バンも経験がある。
2023年2月11日に開催された、自身と交友のあるタレントを呼んでトークを行う「まおまお’s night Vol.2」では、メインの仕事であるアイドルや音楽関係者のほかにも、女優、DJ、芸人のおさる、キクチウソツカナイ。、シマッシュレコードとも交流があることが分かった。
ルート33の堂土貴の誕生日会に参加している。
トークイベントに芸人を呼ぶことが多い。BANBANBAN山本やパタパタママ木下など、吉本興業の芸人をしばしばキャスティングしている。
怪人二十面奏のボーカル・マコトより許可を得て「然らば、人生」をシェリーで公式カバーしている。
氏神一番(カブキロックス)とも交流がある。

## 芸風
2024年5月まで活動したマロン一世とのコンビではツッコミ担当。立ち位置は左。
漫才もコントも行うスタイル。
6月から活動しているバルバル三浦とのコンビ『ホエルコ夫人』ではボケ担当。立ち位置は左。
ピンでネタを披露する際は音声を使い、音声のボケにツッコミを入れるというスタイル。
フリップネタも行う。

## 使用機材
エレクトリック・ギター
フェンダー・カスタム・ショップ製のストラトキャスターを使用。
本人モデルのCombat製ギターを使用。
2022年、30歳の節目にDon Grosh製のギターを新たに迎え入れている。
アコースティック・ギター
バンドマン時代にはHistory製のカッタウェイのエレアコを使用。
現在はGibson製ハミングバードをメインに使用している。
ギターアンプ
TUBEのギタリスト春畑道哉に影響を受け、Hughes&Kettner社のTRIAMP MARK2をバンドマン時代から使用している。
シールド
バンドマン時代にエンドースメント契約を交わしてからはProvidence製のシールドを使用。
ボーカロイド
　　初音ミクV３、蒼姫ラピス、メルリ、ZORA（宙”）、杏音鳥音を所有。

## 提供作品

### あ行
相川なつ
- 「Crazy!らぶ!」

朝日奈藍
- 「存在証明」

AdFicTioN
- 「Breaking Mold」(作詞)
- 「Fly High!」(作詞)

アニノマス
- 「未完成ボーイ」
- 「All Night Party Love」

甘噛らむね
- 「恋のルーレット」

ange mignon
- 「エンジェルハート」

EVE
- 「衝動性Vulnus」

芋子めい
- 「スマイル」
- 「夢chu！コイゴコロ！」

内山あきこ
- 「あきりん大集合!」
- 「たちみがきのうた」
- 「愛のカタチ」(4M名義)
- 「わけ」
- 「青春ミラクル」
- 「SUSHI of the あきりん」
- 「たたたたちみがき」
- 「ちゅちゅちゅchu!!」
- 「めとろのーむ」

大塚杏奈
- 「Shiny Story」

お金持ちの娘
- 「give me give you」(作詞は關紅洋との共作)

おすましティーパーティー
- 入場SE
- 「LOVE MAGIC！」

小山田雅貴
- 「追伸」

### か行
感覚ロヂック
- 「蛙ノ訴」(作曲・編曲)
- 「美しき柩」
- 「見ヱナイ愛ト傷」
- 「ジェシカ」

黒世れこ
- 「1or8」
- 「キレイゴト」
- 「Pain A gain」
- 「希死念慮」
- 「蕪穢」

皇帝様の仰せのままに
- 「皇帝様の仰せのままに」

### さ行
斎藤あやな
- 「小さな蕾」
- 「アキラメナイ」
- 「片想いfor you！」
- 「好きで好きで苦しくて。」
- 「Diary」
- 「君とマーガレット」
- 「Darling Darling」

さくひよ
- 「禁断のレール」

桜井もな
- 「恋愛宝箱」

咲桜百花
- 「厭世観」

白石夏菜
- 「エビカニじゃんけん」(作曲・編曲)

白星☆ウィクトーリア
- 「運命の赤い糸」
- 「Catching!Dreaming!」
- 「サマレボ-夏虹-」
- 「最高潮 in the world」

シューレース
- Overture
- 「不器用なガール」

殲滅のディストピア
- 「サイコメンタルガール」
- 「侵襲ト自己葬送」
- 「血盟愛花」
- 「Misfit」
- 「殲滅的バルビツール酸」
- 「最期の雨」
- 「Grand-Guignol」
- 「劣情事件簿」
- 「悲恋」

善木南帆(天空のシラバス)
- Shoot Me Darling(作曲・編曲)

戦闘力、たったの3。
- 「ヒーローってボーナス出るの？」(作曲・編曲)

ソラ豆琴美
- 「ないしょ、しよ?」(作曲・編曲)

### た行
DAHLIA NOISE360°
- 「カナリア」(作曲・編曲)
- 「アカツキ」(作曲・編曲)

タイガー?タイガー?
- 「名もなき心」（編曲）

田渕友夢(アイオケ)
- 「ぜんぜんいい」(作曲・編曲)

伝承アクトシエル
- 「あの日の空に誓った愛を」

D♡LL`s Party
- 「罪ト罰」
- 「Pain」
- 「キセキ」
- 「ゼロ距離メッセージ」
- 「Will be L♡VE?」(作曲・編曲)
- 「推しメンナンバーワン！〜推し活最高ハッピーライフ！ヲタクって本当に楽しい！世界で1番愛してる！絶対結婚しようなー！〜」(作曲・編曲)

音音愛音
- 「ハオ」(作曲・編曲)

### な行
なうこじ~ただ今、拗らせ中~
- 「気まぐれウェザー」

七海こなみ
- 「Ribbon」(作曲・編曲)
- 「パチパチキャンディーサンダー」(作曲・編曲)
- 「RE:START」
- 「Now」
- 「夢の中はチョコレイト」

虹色パトランプ
- 「Re:verse」

錦織めぐみ
- 「すいーと♡みっしょん」

のーぷらん。
- 「裏切りのRAINY」(作詞)

### は行
藤野蓮里(asfi)
- 「STORY」
- 「マテリアルシャワー」(編曲)
- 「私色Diary」

必殺エモモモモ7
- 「だっせぇわ」(編曲)

不眠症メリィ
- タイトル不明

星野えみ(のーぷらん。)
- 「センタクシ」

### ま行
松岡卓弥
- 「伝えたい想い」
- 「You are the sun」
- 「Happy song for you」
- 「君へと」

マリーメトロノーム*
- 「SEVEN DREAMS」

美保
- 「Sing」

ミルキーホワイト
- 「防犯戦士ミルキュワ」

桃井なこ
- 「昇る太陽に」アベヒビキと共作曲
- 「Let's go go ちゅー the LOVE！」

森崎志桜里
- 「10」(作曲・編曲)

### や行
雪城りんご(のーぷらん。)
- 「ドキドキDEバタフライ」

### ら行
Love,Need,Me‼
- 「初恋スプラッシュ‼」
- 「ハートウェーブシグナル」
- 「♡アイドルリゾート♡」
- 「愛とネクロマンス」

リト・ラビット
- 「ねぇ、一緒に死んでよ。」(作曲・編曲)
- 「ウソツキダイキライ」(作曲・編曲)

凛雷
- 「Requiem」(作曲・編曲)

ほか

### 舞台
フォーエスエンタテインメント主催
- ときめきステーショナリーズ シリーズ

「STORY」(作曲・編曲)
「Dance in LOVERS」
「FANTASTIC BEAT」
「イノリ」
「VISITING」
「ENIGMA」
ほか
- 晴天に雨

「魂のカケラ」
- 君に響け！　〜楽器達のラプソディ〜
- さよならRADIO

竹村太吾✖︎フォーエスエンタテインメント
- バラエティーズ

　　「スカイハイ」
平成トイボックス
- 「Bitter swEet.」

　　「カラフルスウィーツ」(作詞・編曲)
泡沫ファンタジア
- 「夢幻-ムゲン-」ほか4曲

そして靴ぬぎ踊り、月を見上げ。
- 劇中曲　1曲

劇団 夢連人
- 劇伴
- 劇中歌「-Eien-」

### 店舗イメージソング
「ようこそ！ケンコちゃん」くすりのケンコちゃん薬局

### 楽曲プロデュース
- 殲滅のディストピア（活動休止）
- MC481屋
- DAHLIA NOISE360°(解散)
- 1682
- あの日のスピカ(活動休止中)
- Re;ORSA（解散）
- 熱烈スタートライン"Piers"（解散）
- 継続セッション・シェリー酒(シェリー)

### レコーディング
室田瑞希(ex.アンジュルム)、牛山もも、鈴木花純、僕と契約してライヴ信者になってよ。　ほか多数

## バックバンド参加
- 椎井音夢
- 灯花美咲
- 朝倉凜
- 殲滅のディストピア
- ＋tic color
- 熱烈スタートライン"Piers"
- 内山あきこ
- 感覚ロヂック
- 継続セッション・シェリー酒
- LYL
- bebeDoLL
- 牛山もも(ばっぷる)

ほか

## ディスコグラフィー

### セルフカバー作品
配信限定リリース「悪魔編」 - （2023年2月11日）
- 劣情事件簿（殲滅のディストピアのカバー）
- ジェシカ（感覚ロヂックのカバー）
- 美しき柩（感覚ロヂックのカバー）
- 蛙ノ訴（感覚ロヂックのカバー）
- 浪漫シンドロォム（殲滅のディストピア×感覚ロヂックのカバー）

配信リリース
- 罪ト罰(D♡LL's Partyのカバー) (2025年5月22日)

### 参加作品
- MC481屋「Golden Verse」 - （2023年8月25日） ラッパーとしてコラボ

### バンド
Licute
- 「We are the Licute」(2014年9月17日)
- 「あ゛ぁ~あ゛! ちょっとお前これ聴いて勉強せえ! !」(2016年12月18日)

シェリー
- 「煤煙」(2025年6月7日)

## 出演

### ラジオ

#### レギュラー番組
- 「あきりんとまーやPのしーすーカウントアップ」（2018年4月2日   - 、FM高松）
- 「Saturday Music Power〜Next Stage〜」（2019年1月19日 - 、レインボータウンFM）
- 「Crossing Art まーやPのレインボーナイト」(2024年2月25日-レインボータウンFM)

#### ゲスト出演
- 「早くギターを出しなさい!」（2019年11月2日・9日、調布FM） - ゲスト
- 「ミート ザ イロンナヒト」（2023年6月30日、渋谷クロスFM） - MC
- 「ミザオン！みざりおーるの音牙紅堂Z」(2025年5月17日、24日) -ゲスト(シェリーとして)

### ネット番組

#### ゲスト出演
- 「それいけ☆DREAM UP」（2023年9月14日、12月14日　北千住Cwave） - ゲスト
- 「芸人響の宣伝しまSHOWROOM＆Wallop放送局」(2024年8月11日　WALLOP放送局)- ゲスト
- 「みざりおーるの音牙紅堂Z 」(2024年11月2日、9日 YouTube) - 第89回ゲスト

### 舞台
- 劇団空間演人「PRIDE」エアースタジオ(2015年10月1日-12日) - 中島明役
- フォーエスエンタテインメント・ぷらもカンパニー主催　「早稲田の中心でRockを叫ぶ!!略してワセチュウ!」（2021年10月1日 - 10月3日、早稲田RiNen） - 大河内靖史 役
- 劇団夢連人×池袋RED-zone ANERIS「夢見てプラネス！」(2024年2月2日～4日、池袋RED-zone ANERIS) - 宮原まお 役

### ライブMC
- 真っ赤なUFOとメリークリスマス♡ (2021年12月24日 東高円寺U.F.O.CLUB)
- 東高円寺は異種格闘技戦。(2022年5月6日、東高円寺U.F.O.CLUB)-仲原ちえと共MC
- ぷらもとANERIS　Vol.1〜（2023年1月25日 - ）
- ぷらもカンパニーお笑ライブ Vol.1～（2023年9月26日 - ）

### イベントMC
- 只野あかりが聞いておきたい"アイドル運営のこと"(2022年6月4日、早稲田RiNen)
- 一芸披露で出演枠を勝ち取れ！ガチンコ一芸入試！(2022年11月6日、新高円寺LOFT X)
- アネリス学院　期末テスト(2023年11月3日 池袋RED-zone ANERIS)
- アネリス学園　大喜利部！(2023年12月5日  池袋RED-zone ANERIS)
- アネリス学園大喜利部VSぷらも学園大喜利部(2024年6月20日 池袋RED-zone ANERIS)
- アニノマス“兄の日”公演「緊急！進級？学力テスト」(2025年2月23日 池袋RED-zone ANERIS)

### トークイベント
- まおまお’s night Vol.1（2016年1月31日、阿佐ヶ谷Loft A）
- まおまお’s night Vol.2（2023年2月11日、池袋RED-zone ANERIS）
- 吉岡・まーやがしゃべらせてもらいます。(2023年3月29日、池袋RED-zone ANERIS)
- 炭火まお's焼きnight 〜炭火焼きラジオ初公開収録〜（2023年5月16日、池袋RED-zone ANERIS）
- まーやPと酒を呑み、話す会。(2024年1月27日、中野twl)

### 主催イベント
- 宮原まつり(2018年8月10日～)
- 楽曲提供争奪イベント『まーやPコロシアム. Vol.1』（2020年12月6日、五反田G5）
- まーやセレクションズLIVE 2021（2021年10月23日、五反田G5）

## 賞レース成績

### Mｰ1グランプリ
| 年度           | 結果      | エントリー No. | 会場                       | 日程             | コンビ名                 | 相方         |
| -------------- | --------- | -------------- | -------------------------- | ---------------- | ------------------------ | ------------ |
| 2015年(第11回) | 1回戦敗退 | 131            | 新宿シアターモリエール     | 8月28日          | Licute                   | Keito        |
| 2021年(第17回) | 1回戦敗退 | 2409           | ヨシモト∞ホール            | 9月6日           | だるま壱番屋             | 内山あきこ   |
| 2023年(第19回) | 1回戦敗退 | 4735           | シダックスカルチャーホール | 9月7日           | ぷらもカンパニーお笑い部 | マロン一世   |
| 2024年(第20回) | 1回戦敗退 | 186            | シダックスカルチャーホール | 8月27日、9月15日 | ホエルコ夫人             | バルバル三浦 |

### キングオブコント
| 年度            | 結果      | エントリー No. | 会場             | 日程    | コンビ名 | 相方  |
| --------------- | --------- | -------------- | ---------------- | ------- | -------- | ----- |
| 2015年（第8回） | 1回戦敗退 |                | シアターブラッツ | 7月30日 | Licute   | Keito |

### R-1グランプリ
| 年度           | 結果      | エントリーNo. | 会場             | 日程     |
| -------------- | --------- | ------------- | ---------------- | -------- |
| 2023年(第22回) | 1回戦敗退 | 86            | シアターブラッツ | 12月26日 |
| 2024年(第23回) | 1回戦敗退 | 69            | 恵比寿エコー劇場 | 12月1日  |

### 大喜利天下一武道会
| 年度           | 結果      | 会場       | 日程   |
| -------------- | --------- | ---------- | ------ |
| 2024年(第18回) | 予選2回戦 | 座・高円寺 | 5月5日 |